# Herbert Tobias
Herbert Tobias (Dessau, 14 dicembre 1924 – Amburgo, 17 agosto 1982) è stato un fotografo e attore tedesco.

## Biografia
Nato a Dessau, Herbert Tobias cominciò a scattare fotografie all'età di dieci anni. Il suo programma iniziale era studiare recitazione, ma la morte del padre gli impedì di intraprendere questa carriera. Inviato sul fronte russo durante la seconda guerra mondiale, Tobias iniziò a realizzare i suoi scatti più significativi proprio in questo periodo. Poco prima della fine della guerra disertò e fu arrestato dagli americani sul fronte occidentale; fu rilasciato alla fine del 1945.
Dopo gli studi a Siegburg ottenne un ingaggio come fotografo di scena della compagnia teatrale Niedersachsen-Bühne. Nel 1948 intraprese una relazione con un americano e due anni dopo i due furono denunciati per aver violato il Paragrafo 175 del codice penale tedesco e dovette trasferirsi a Parigi. Qui conobbe il fotografo Willy Maywald, che lo aiutò ad entrare nel mondo della moda in veste di fotografo. Nel 1953 le sue fotografie apparirono su Vogue e nello stesso anno fu arrestato dalla polizia francese durante un raid in un locale gay e costretto a tornare in Germania.
Nel novembre 1954 tenne la sua prima mostra a Berlino, ottenendo le lodi di Friedrich Luft; a lui si devono anche i primi successi di Nico, che aiutò a sfondare come modella. Negli anni successivi si affermò tra i più apprezzati fotografi di moda in Germania e realizzò ritratti fotografici di personalità di spicco, tra cui Hildegard Knef, Zarah Leander, Amanda Lear, Klaus Kinski, Tatjana Gsovsky, Jean-Pierre Ponnelle ed Andreas Baader.
Negli anni sessanta il suo stile faticò a farsi accettare nel panorama della moda tedesca e Tobias dovette abbandonare brevemente la carriera fotografica per dedicarsi alla sua prima passione, la recitazione. Dal 1972 i suoi scatti cominciarono ad apparire su riviste rivolte a un pubblico omosessuale. Nel 1981 tenne mostre di successo a Berlino e Amsterdam.
Nell'agosto del 1982 morì di AIDS ad Amburgo, una delle prime vittime di alto profilo in Germania.

## Cinema
- La dolcissima Dorothea (Dorothea's Rache), regia di Peter Fleischmann (1974)